# Résolution 453 du Conseil de sécurité des Nations unies
Membres permanents
- Chine
- États-Unis
- France
- Royaume-Uni
- URSS

Membres non permanents
- Bangladesh
- Bolivie
- Gabon
- Jamaïque
- Koweït
- Nigéria
- Norvège
- Portugal
- Tchécoslovaquie
- Zambie

Résolution no 452 Résolution no 454
La Résolution 453 est une résolution du Conseil de sécurité de l'ONU adoptée le 12 septembre 1979 concernant Sainte-Lucie et qui recommande à l'Assemblée générale des Nations unies d'admettre ce pays comme nouveau membre.
Cette résolution a été adoptée à l'unanimité.

## Contexte historique
Nommée en l'honneur de Lucie de Syracuse, l'île est visitée pour la première fois par les Européens vers 1500 et colonisée tout d'abord par la France, qui signe un traité avec les Caraïbes en 1660. L'île est ensuite disputée entre la France et le Royaume-Uni, lequel en obtient le contrôle complet en 1814. Un gouvernement représentatif local est mis en place en 1924. En 1958, à l'initiative du Royaume-Uni, l'île fait partie de la La Fédération des Petites Antilles britanniques qui comptait 12 territoires de la région et qui échouera en 1961 sans avoir vraiment fonctionné.Le pays devient indépendant le 22 février 1979, en tant que royaume du Commonwealth. Il adhère à l'Organisation des États de la Caraïbe orientale en 1981. (Issu de l'article Sainte-Lucie). Sainte Lucie est admise aux Nations unies le 18 septembre 1979,.

## Texte
- Résolution 453 Sur fr.wikisource.org
- Résolution 453 Sur en.wikisource.org